# Gran Córdoba
Gran Córdoba ist die Bezeichnung für den Ballungsraum der argentinischen Stadt Córdoba. Rund um die Stadt ziehen sich zahlreiche Vororte, vor allem an den wichtigsten Ausfallstraßen entlang. Je nach Definition hat das gesamte Gebiet zwischen 1,4 und 2 Millionen Einwohnern.
Im Ballungsraum Córdoba ballt sich die Bevölkerung der Provinz Córdoba: In den 10.000 Quadratkilometern um die Stadt lebt mit etwa 2 Millionen Einwohnern 65 % der Provinzbevölkerung auf etwa 7 % des Territoriums (insg. 165.321 km²).

## Definition
Es existieren zwei unterschiedliche Auffassungen, welche Städte und Gebiete zum Gran Córdoba gehören:
- Gran Córdoba als durchgängig bebauter Raum. Nach dieser Version, nach der sich u. a. das Statistikamt INDEC richtet, hatte der Ballungsraum 2001 1.368.301 Einwohner, die Zahl wird heute (2006) auf 1,5 Mio. geschätzt.

- Gran Córdoba als Einzugsgebiet (ähnlich der deutschen Metropolregion): Nach dieser Version, die u. a. von der Zeitung La Voz del Interior favorisiert wird, umfasst der Ballungsraum auch Satellitenstädte, die nicht direkt baulich an die Stadt anschließen, aber über Pendler eng mit Córdoba verbunden sind. Nach dieser Version liegt die Einwohnerzahl des Ballungsraumes bei etwa 1,6 bis 1,9 Millionen, je nachdem, welche Orte mit dazugerechnet werden.

## Bevölkerungsverteilung und -entwicklung
Der Ballungsraum besteht neben der eigentlichen Stadt Córdoba aus zwei Großregionen: den Gebieten am Fuß des Gebirgszugs Sierra Chica und im Tal Valle de Punilla westlich der Stadt sowie die Orte, die sich an den Ausfallstraßen der Pampa-Ebene im Norden, Osten und Süden der Stadt entlangziehen. Die in einer landschaftlich attraktiven Gegend gelegenen westlichen Gebiete sind mit Ausnahme von La Calera und Malagueño von einem hohen sozio-ökonomischen Niveau geprägt, hier befinden sich u. a. viele geschlossene Wohnanlagen und Country Clubs. Im Gegensatz dazu sind die Gebiete an der östlichen Peripherie ärmlich und teilweise von ausgedehnten Elendsvierteln geprägt.
Während die Stadt Córdoba selbst momentan ein zwar stabiles, aber relativ niedriges Bevölkerungswachstum aufweist (ca. 10 % zwischen 1991 und 2001) sind die Wachstumsraten an der Peripherie fast ausnahmslos sehr hoch. Die höchsten Wachstumsraten wiesen Juárez Celman mit 830 % und Mendiolaza mit 170 % zwischen 1991 und 2001 auf.
Das hohe Wachstum hat drei Gründe: Einerseits gibt es viele Familien und Rentner aus der Stadt Córdoba, die auf der Suche nach weniger Kriminalität und mehr Natur an die Peripherie der Stadt ziehen, vornehmlich in die landschaftlich attraktiven Gebiete im Westen. Dann ziehen ärmere Familien auf der Suche nach niedrigen Grundstückspreisen vornehmlich an die nördliche und östliche Peripherie. Zum dritten werden an der Peripherie der Stadt zunehmend staatlich geplante Sozialwohnungsviertel gebaut.
Auch die Binnenwanderung spielt trotz einer Abschwächung in den letzten Jahrzehnten eine Rolle. Hier gibt es zwei Tendenzen: zum einen besserverdienende Zuwanderer aus der Landeshauptstadt Buenos Aires, die sich in der Gebirgsregion im Westen ansiedeln, zum anderen Arme und Arbeitslose aus den ländlichen Gebieten Argentiniens, vornehmlich aus dem Norden und aus den Nachbarländern Bolivien und Paraguay sowie aus Peru.

## Ausdehnung

### Durchgängig bebautes Gebiet
Die nachfolgenden Ortschaften (angeordnet im Uhrzeigersinn von West nach Ost) sind in dieses Gebiet einzuordnen. Die Einwohnerzahlen (in Klammern) beziehen sich auf die Volkszählung 2001, sie dürften jedoch wegen des hohen Wachstums der Vororte Córdobas bereits weit überschritten sein.
Das Gebiet hatte 2001 1.368.301 Einwohner.
- Córdoba (1.267.521 Einwohner) *)
- Region Sierras Chicas:
  - La Calera (24.796)
  - Saldán (2.099)
  - Villa Allende (21.683)
  - Mendiolaza (4.204)
  - Unquillo (15.369)
  - Río Ceballos (16.632)
  - Salsipuedes (6.411)
  - La Granja (1.936)
  - Agua de Oro (1.553)
  - El Manzano (869)
  - Canteras El Sauce (289)
- Norden:
  - Villa El Fachinal – Güiñazú Norte (4.939)

 *)  Diese Einwohnerzahl betrifft nur die Einwohner des Stadtgebiets, die in der durchgängig bebauten Teilen wohnen. Nicht dazugezählt werden isolierte ländliche Einwohner sowie insbesondere das Viertel Jardín Arenales (s. u.)

### Metropolregion
Die folgenden Städte und Orte über 1.000 Einwohner werden zusätzlich zu den genannten Orten zum Einzugsgebiet der Stadt gerechnet. Einige sind in Begriff, mit der Stadt zusammenzuwachsen, andere befinden sich bis zu 50 km entfernt. Allen ist jedoch eine starke infrastrukturelle Anbindung an Córdoba gemeinsam.
Die Gebiete haben gemeinsam 268.520 Einwohner; somit steigt damit die Einwohnerzahl des Gran Córdoba auf insgesamt 1.636.821, dabei sind Orte mit unter 1.000 Einwohner und die Landbevölkerung nicht berücksichtigt.
- Südwesten (insg. 57.370):
  - Anizacate (4.191)
  - Alta Gracia (42.538)
  - Villa Parque Santa Ana (1.759)
  - Barrio Gilbert (1.142)
  - Malagueño (6.404)
  - Yocsina (1.336)
- Westen (Großraum Carlos Paz / Valle de Punilla, insg. 100.442).
  - Raum Villa Carlos Paz (61.165)
  - Raum Tanti (6.710)
  - Raum Cosquín (32.567)
- Norden (insg. 47.199):
  - Villa Los Llanos / Juárez Celman (3.941)
  - General Paz (1.500)
  - Jesús María / Colonia Caroya (40.631)
  - Colonia Tirolesa (1.127)
- Osten (insg. 27.784):
  - Malvinas Argentinas / Jardín Arenales *) (13.441)
  - Montecristo (6.914)
  - Piquillín (1.170)
  - Río Primero (6.259)
- Südosten (insg. 33.689):
  - Toledo (3.046)
  - Pilar / Río Segundo (30.643)
- Süden:
  - Bouwer (2.036, inkl. Gefängnis Bower)

 *)  Jardín Arenales gehört administrativ zur Stadt Córdoba, wird jedoch wegen seiner relativ weiten Entfernung zum Rest des bebauten Stadtgebietes vom INDEC nicht zum Gran Córdoba gezählt.

### Einzugsgebiet
Als Einzugsgebiet von Córdoba werden generell folgende Departamentos der Provinz angesehen:
- Capital (1.284.582)
- Colón (171.067)
- Punilla (155.124)
- Río Primero (42.429)
- Río Segundo (95.803)
- Santa María (86.083)

Dieses Gebiet hat insgesamt 20.892 Quadratkilometer und 1.835.088 Einwohner. Zu bedenken ist die Größe des Departamentos Río Primero mit 6.753 Quadratkilometern, das das am dünnsten besiedelte des Gebiets ist.